# Alcestes (Lully)
Alcestes, o El triunfo de Alcides (título original en francés, Alceste, ou Le Triomphe d'Alcide) es una tragédie en musique (tragedia lírica) en cinco actos, con un prólogo, con música de Jean-Baptiste Lully y libreto en francés de Philippe Quinault. Se basa en la Alcestis de Eurípides. La ópera fue estrenada el 19 de enero de 1674 en el teatro Jeu de Paume du Bel-Air, una pista de tenis reconvertida.

## Historia
Alcestes es la segunda tragédie en musique de Lully. En Alcestes se puede apreciar hasta qué punto llegó la gran adulteración de la ópera durante la época barroca. A veces incluso da la impresión de que el autor se había olvidado por completo de la trama. En todo caso, Lully, comenzó una amplia tradición operística francesa, considerablemente alejada de la italiana, pero que, por culpa de su inferioridad vocal, nunca tuvo el mismo éxito en Europa.
A petición del rey Luis XIV, las repeticiones de Alcestes tuvieron lugar en Versalles. Allí en la corte, la obra fue acogida con entusiasmo, pero no tuvo la misma suerte en París. Los enemigos de Lully, que eran numerosos desde su obtención del privilegio de la Ópera, se habían reagrupado en la sala, en el momento de la primera representación parisina. No se les escapó ni un aplauso en toda la velada y nada elogiosas fueron las críticas al día siguiente. A pesar de ello, las representaciones siguientes conocieron un éxito considerable, y las malas lenguas acabaron reconociendo el valor de la obra.
Esta ópera rara vez se representa en la actualidad; en las estadísticas de Operabase aparece con sólo 2 representaciones para el período 2005-2010.

## Personajes

Portada del libreto (1708).

| Personaje                                    | Tesitura                  | Reparto del estreno, 1678 (Director: – )        |
| -------------------------------------------- | ------------------------- | ----------------------------------------------- |
| Ninfa del Sena                               | soprano                   | Mlle. de Saint-Christophe (o Saint-Christophle) |
| La Gloria                                    | soprano                   | Mlle. de La Garde                               |
| Ninfa de las Tullerías                       | soprano                   | Mlle. Rebel                                     |
| Ninfa del Marne                              | soprano                   | Mlle. Ferdinand                                 |
| Alcestes, princesa de Yolcos                 | soprano                   | Mlle. de Saint-Christophe                       |
| Admeto, rey de Tesalia                       | haute-contre              | Bernard Clédière                                |
| Alcides (Hércules), héroe griego             | basse-taille              | François Beaumavielle                           |
| Licomedes, rey de Esciros y hermano de Tetis | basse-taille              | Godonesche                                      |
| Licas, confidente de Alcides                 | haute-contre              | Langeais                                        |
| Estratón, confidente de Licomedes            | bajo                      | Antoine Morel                                   |
| Céphise, confidente de Alcestes              | soprano                   | Mlle. Beaucreux                                 |
| Cléante, caballero de Admeto                 | tenor                     | Frizon                                          |
| Pherès, padre de Admeto e hijo de Creteo     | tenor                     | Gingan                                          |
| Caronte                                      | barítono                  | Morel                                           |
| Plutón                                       | bajo                      | Godonesche                                      |
| Tetis, una ninfa marina                      | soprano                   | Mlle. des Fronteaux (o Desfronteaux)            |
| Apolo                                        | haute-contre              | Le Roy                                          |
| Proserpina                                   | soprano                   | Mlle. Bony                                      |
| El fantasma de Alcestes                      | papel mudo                |                                                 |
| Alecton, una Furia                           | haute-contre (travestido) | Le Roy                                          |
| Un fantasma rechazado                        | soprano                   |                                                 |
| Eolo, rey de los vientos                     | barítono                  | Pulvigny                                        |
| Diana                                        | soprano                   | Mlle. Piesche                                   |

## Argumento
La ópera se presentó como celebración de la victoria de Luis XIV contra el Franco Condado, y el prólogo presenta a ninfas ansiando su regreso de la batalla. La ópera en sí trata de Alcides (Hércules), que está enamorado de Alcestis, princesa de Yolco que va a ser reina de Tesalia en cuanto se case con Admeto. La nereida Tetis ayuda a su hermano Licomedes, rey de Esciro, a raptar a Alcestis. Le ayudan también otras fuerzas sobrenaturales, entre ellas el dios de los vientos: Eolo. En la batalla por rescatarla, Alcides triunfa, pero Admeto sufre una herida mortal. Apolo accede a permitir que Admeto siga vivo si alguien lo sustituye. Alcestis se ofrece voluntaria, y muere por él. Alcides propone a Admeto ir a rescatar a Alcestis a cambio de que sea esposa de él, y Admeto acepta. A su regreso de los Infiernos, los adioses entre los dos esposos son tan conmovedores que Alcides renuncia a Alcestis y se la deja a Admeto. 

## Estructura de la obra
Los números musicales son los siguientes:
1. Marche[8] Des Combattons
2. Menuet[9]
3. Loure Pour Les Pecheurs
4. Echos
5. Rondeau[10] De La Gloire
6. La Pompe Funebre
7. Rondeau Pour La Fête
8. Les Vents[11]
9. La Fête Infernale
10. Les Demons
11. Marche Des Assiegeants

## Grabaciones
- Jean-Claude Malgoire[12] (director) / Jean-Philippe Lafont,[13] Colette Alliot-Lugaz,[14] Howard Crook,[15] Véronique Gens, François Loup, Jean-François Gardeil,[16] Gregory Reinhart,[17] Olivier Lallouette, Gille Ragon y Sophie-Marin Degor, con La Grande Écurie et la Chambre du Roy[18] y con Jordi Savall y Le Concert des Nations; grabación publicada en 1994 por Astrée.[19]